# Hanover (Massachusetts)
Hanover ist eine Kleinstadt im Plymouth County des Bundesstaats Massachusetts in den Vereinigten Staaten. Das U.S. Census Bureau hat bei der Volkszählung 2020 eine Einwohnerzahl von 14.833 ermittelt.

## Geschichte
Das Gebiet von Hanover wurde erstmals 1649 von englischen Siedlern besiedelt, als William Barstow, ein Farmer, eine Brücke über den North River an der heutigen Washington Street baute. Als Barstow die Stadt besiedelte, errichtete er eine Hütte, die sich an der heutigen Oakland Avenue (früher Back Street) befand. Hanover bildete zuerst den westlichsten Teil der Stadt Scituate, der am 14. Juni 1727 offiziell abgetrennt und als eigene Stadt gegründet wurde. Der Name "Hanover" ist wahrscheinlich eine Hommage an König Georg I., den König von Großbritannien aus dem Haus Hannover.
Während der Amerikanischen Revolution schickte Hanover Oberst John Bailey und seine Männer, um bei der Verteidigung von Boston Harbor und Castle Island zu helfen. Später im Krieg wurden sie auf Expeditionen nach Rhode Island und Manchester, New Hampshire, geschickt. In der Gegend von Four Corners befand sich die Wales Tavern, in der auch Paul Revere und Daniel Webster verkehrten. Eine Eisenschmiede in West Hanover war ebenfalls von der Herstellung von Ankern zur Produktion von Kanonen und Kanonenkugeln übergegangen.
Mitte bis Ende des 19. Jahrhunderts gab es die Hanover Branch Railroad (Massachusetts), die von Hanover Four Corners bis North Abington Stationen hatte. Sie wurde 1887 an das Old Colony Railroad System veräußert. Die Anker für die Constitution sollen in Hanover hergestellt worden sein. Hannover hatte auch einen Flughafen namens Clark Airport, der von 1927 bis 1958 in Betrieb war. Er befand sich in West Hanover. Während des Ersten und Zweiten Weltkriegs stellten die Pilgrim Ordnance Works in West Hanover Munition für die Kriegsanstrengungen her.

## Demografie
Laut einer Schätzung von 2019 leben in Hanover 14.570 Menschen. Die Bevölkerung teilt sich im selben Jahr auf in 96,9 % Weiße, 1,0 % Afroamerikaner, 0,4 % Asiaten und 0,8 % mit zwei oder mehr Ethnizitäten. Hispanics oder Latinos aller Ethnien machten 0,6 % der Bevölkerung aus. Das mittlere Haushaltseinkommen lag bei 127.981 US-Dollar und die Armutsquote bei 3,0 %.

## Persönlichkeiten
- Donnell Young (1888–1989), Sprinter
- Nichole Hiltz (* 1978), Schauspielerin